# 亚历山大·诺瓦克
亚历山大·瓦连京诺维奇·诺瓦克（羅馬化：Aleksandr Valentinovich Novak；1971年8月23日—），俄罗斯政治人物，生於蘇維埃烏克蘭東部城市阿夫迪伊夫卡。1993年，他畢業於诺里尔斯克工业学院。1993-1997年期间，他擔任诺里尔斯克采矿和冶炼联合体会计部财务局的负责人。1997年至1999年，他担任该综合体的税务规划部门负责人。2012年至2020年期間擔任俄罗斯联邦能源部部長，2020年出任俄罗斯副总理。2024年6月18日，随总统普京出访朝鲜。